# Authon-Ébéon
Authon-Ébéon – miejscowość i gmina we Francji, w regionie Nowa Akwitania, w departamencie Charente-Maritime.
Według danych na rok 1990 gminę zamieszkiwało 460 osób, a gęstość zaludnienia wynosiła 39 osób/km² (wśród 1467 gmin regionu Poitou-Charentes Authon-Ébéon plasuje się na 582. miejscu pod względem liczby ludności, natomiast pod względem powierzchni na miejscu 740.).